# Boulevards et voirie intérieurs du Mans
 (février 2024).

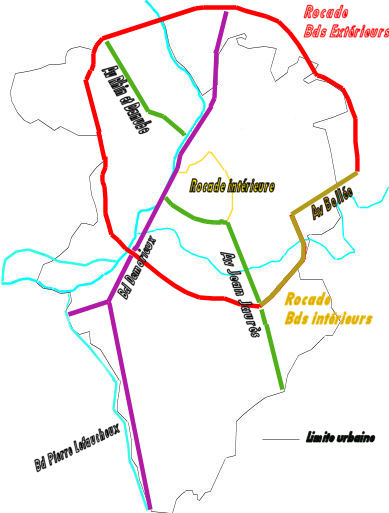
Axes majeurs intra-muros

Les boulevards intérieurs sont un ensemble d'avenues, de boulevards et de rues permettant de circuler à l'intérieur de la ville du Mans, sans passer par les boulevards extérieurs. Ils permettent de contourner les centres des 32 quartiers du Mans, et notamment du centre-ville commercial et du centre historique. L'histoire de la voirie intérieure est liée au projet du schéma directeur d'aménagement et d'urbanisme du Mans élaboré en 1972. 

## Histoire générale
Dès le XVIe siècle, il faut aménager des passages pour relier la vieille ville, alors nommée bourg-haut, aux quartiers extérieurs, les bourgs-bas, jouxtant la cité en contrebas à l'est et au sud. Pendant l'empire, on aménage une nouvelle voie sur l'actuelle rue Gambetta en direction d'Alençon et de Laval. On aménage pour la première fois les bords de la Sarthe entre l'hôpital Etoc-Demazy et le Gué de Maulny. C'est au cours du XIXe siècle que la voirie se canalise autour du centre-ville. Entre 1820 et 1840, la municipalité travaille pour densifier le réseau de voirie du centre-ville. L'objectif de relier les places des Halles et des Jacobins est finalisé en 1840 avec la création de la rue Dumas (rue de Bolton). C'est également l'aménagement de nombreuses voiries dans le quartier des Jacobins, notamment au niveau de la place Lionel Lecouteux. En 1861, les quartiers de la rive gauche au bord de la Sarthe sont détruits pour construire des quais. Juste après la guerre contre la Prusse, on créé le tunnel du Mans afin de traverser la vieille ville par son milieu. Le négoce de toile, notamment pour le quartier de Saint-Pavin permet d'accélérer l'urbanisation et les voies de circulation pour s'y rendre. En 1833 sont créés le grand cimetière de l'Ouest, la rue de Beaulieu et la rue Philippe, permettant de rallier la place de la Boussinière. La première gare est réalisée en 1852. C'est l'époque des premiers boulevards de type Hausmanien au Mans,.  Dès 1853 s'ouvre un projet phare de la ville: la percée centrale. L'objectif est d'ouvrir une voie d'accès entre la place des Jacobins et la gare nord. Le projet suscitera de nombreuses contestations, à tel point que sa réalisation ne sera effective que plus d'un siècle plus tard, en 1977. C'est néanmoins en 1853 que naît le premier boulevard de la gare. Quelque temps plus tard, naît le boulevard de la petite vitesse, il permet de longer les voies dans le sens extérieur . Après l'apparition du tramway en 1897, des rues comme la rue Montoise sont surchargées. On créé un pont spécifique au tramways sur la Sarthe: ce sera le pont en X, bâti par l'ingénieur Harel de la Noë. Il sera dynamité en 1944. À la fin du XIXe siècle, Le Mans est devant un problème de liaisons urbaines qui sont toujours celles de la révolution et de l'empire. En 1874, c'est une première pierre de la percée centrale qui est édifiée avec la création de l'avenue Thiers, actuelle avenue du général Leclerc qui permet de relier la préfecture à la gare nord. Puis en 1888, on relie la place Aristide Briand (où sont la Préfecture et l'église de la Couture) à la place de la République. Le tout permet ainsi de relier la Gare à la place de la république. En 1895, la rue Gambetta est prolongée sur la rive droite jusqu'à la caserne de Paixhans.

## Échecs et réussites des grands aménagements
Cette section ne s'appuie pas, ou pas assez, sur des sources secondaires ou tertiaires indépendantes du sujet. Le texte peut contenir des analyses inexactes ou inédites de sources primaires.
Pour l'améliorer, ajoutez-en, ou placez des modèles {{Source secondaire souhaitée}} ou {{Source secondaire nécessaire}} sur les passages mal sourcés. (septembre 2024)

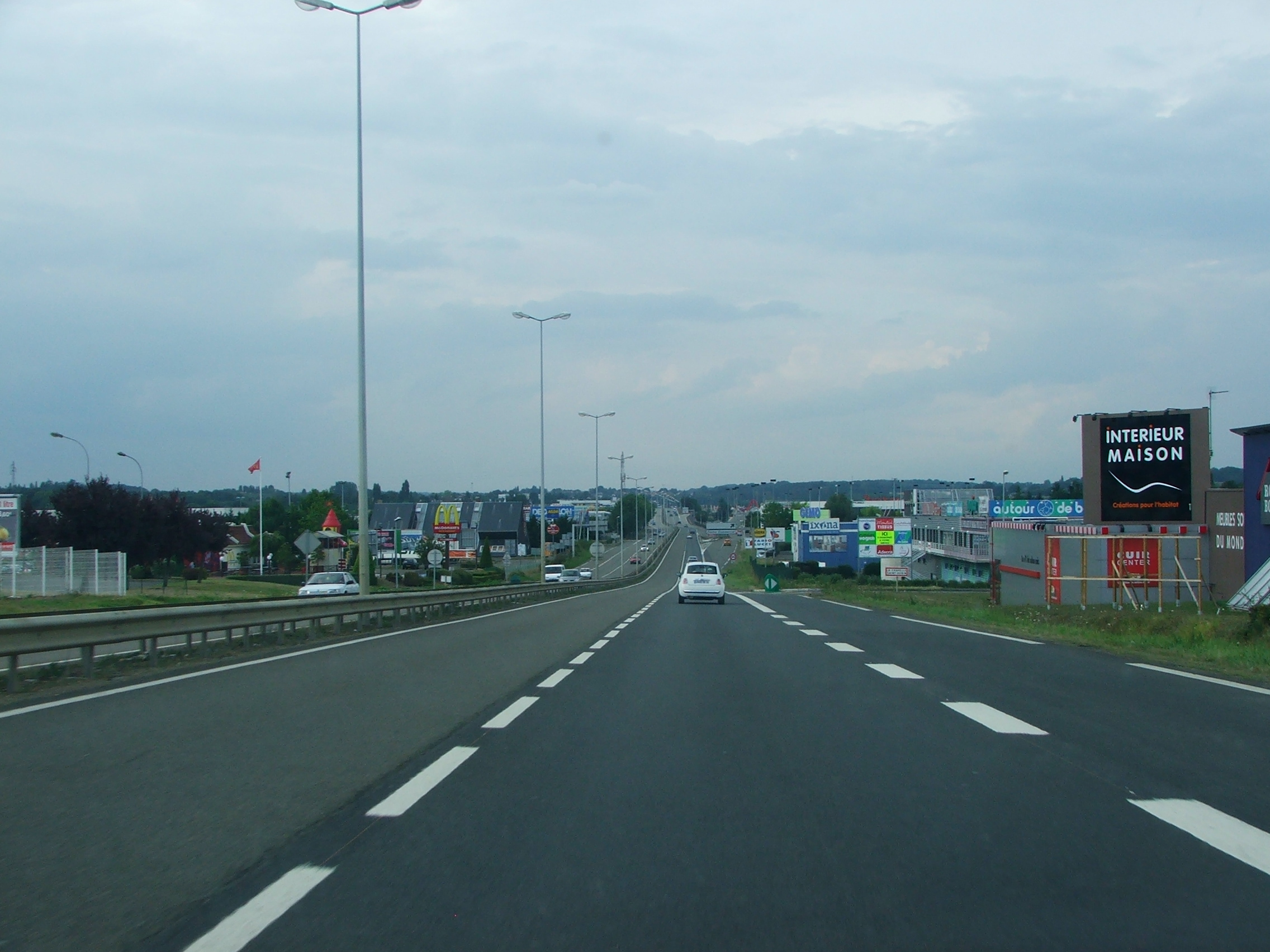
La RD 338 vers la porte de l'Océane

Dès 1967, avec l'apparition de la loi d'orientation foncière, dans nombre de villes, on tente d'effectuer une nouvelle approche de l'urbanisation et de l'aménagement des villes dans le but de les rendre plus cohérentes et plus pratiques. Le Mans fait partie des premières villes qui, à titre expérimental, feront l'objet d'une étude de schéma directeur d'aménagement et d'urbanisme. Le document prenait en compte plusieurs facteurs dont les domaines sociaux et économiques autant que démographiques dans l'idée de doter la ville d’infrastructures adaptées. Entre 1970 et 1973, la ville connait une période économique prospère, ce qui conduit les chercheurs à développer un schéma avec de grandes perspectives de développement. Regroupant déjà ce qu'on appelle aujourd'hui le Pays du Mans, les statisticiens de l'époque pensent que la grande couronne mancelle absorbera 240 000 habitants en 1980, 270 000 en 1985, et qu'en l'an 2000, la ville aurait dépassé les 200 000 habitants intra-muros pour posséder une agglomération de 380 000 habitants. Ces perspectives seront largement faussées par les pertes de vitesse de l'industrie, très présente au Mans, et par les diverses délocalisations et fermetures. Cela obligera à revoir les prévisions infrastructurelles concernant l'aménagement des voiries, plusieurs projets ayant dû être avortés.
- La pénétrante nord est une voie d'accès permettant d'arriver directement dans la ville depuis le nœud autoroutier de l'A11, aujourd'hui nommé Porte de l'Océane. Le projet devait emprunter la rive gauche de la Sarthe avant de rejoindre le boulevard Demorieux. Finalement, cet axe n'empruntera pas la rive gauche, mais la rive droite. Il arrive depuis la sortie des Portes de l'Océane sur l'autoroute A 11, à l'entrée de la ville du Mans. Pour ce faire, il emprunte une voie rapide (la RD 338) traversant les zones commerciales et industrielles Nord de la ville, avant d'atteindre l'avenue Rhin et Danube après l'échangeur de Beauregard pour enfin traverser la Sarthe avant de rejoindre le Boulevard Demorieux.

- La rocade intermédiaire doit proposer aux riverains un cercle complet à mi distance entre les boulevards extérieurs et le centre-ville. Le projet est lancé en 1970  et sera abandonné en 1975. La principale raison est le coût des très nombreuses destructions devant être pratiquées afin de réaliser un tel tracé. La ville s'étant étendue de façon anarchique, il aurait fallu entièrement repenser la gestion des quartiers. Néanmoins, une rocade intérieure, dite rocade intérieure de distribution sera plus ou moins réalisée et permettra d'enserrer la totalité du secteur centre via un ensemble cohérent de boulevards et de grandes rues. Une trémie et un auto-pont aujourd'hui disparu en permettaient le franchissement.

## Secteur Centre
- Si vous ne connaissez pas le sujet, laissez ce bandeau (vous pouvez alors contacter les auteurs).
- Si vous supprimez le contenu mis en cause (vous pouvez préalablement contacter les auteurs),

argumentez précisément cette suppression dans la page de discussion
(un manque de référence n'est pas un argument ; une recherche réelle de référence doit avoir été effectuée, être formellement documentée).

### De l'antiquité auXIXesiècle
Dès l'antiquité tardive, on[Qui ?] estime les voies traversant Vindunum au nombre de 26. On relève déjà l'importance de la voirie, qui culmine au plus haut point de la butte du vieux mans. On constate déjà des chemins internes menant à l'actuelle cité judiciaire, au plateau Saint-Nicolas ou au quartier des Halles. Au Moyen Âge, on aménage des voies pour se rendre route d'Alençon, route de Laval et surtout vers Pontlieue. C'est alors une route très utilisée par les pèlerins, comme en témoigne sur l'actuelle avenue Jean-Jaurès, la présence de l'hôpital-dieu de Cöeffort. Dès le milieu du XIXe siècle, on envisage de nouvelles solutions internes pour aménager au mieux un développement anarchique. C'est ainsi qu'est lancé sans succès le projet de la percée centrale. Dès le début du XXe siècle, on tente de repenser les problèmes de voirie. On retravaille toujours l'idée de la percée centrale.

### Restructuration d'après guerre: du SDAU à la rocade intérieure

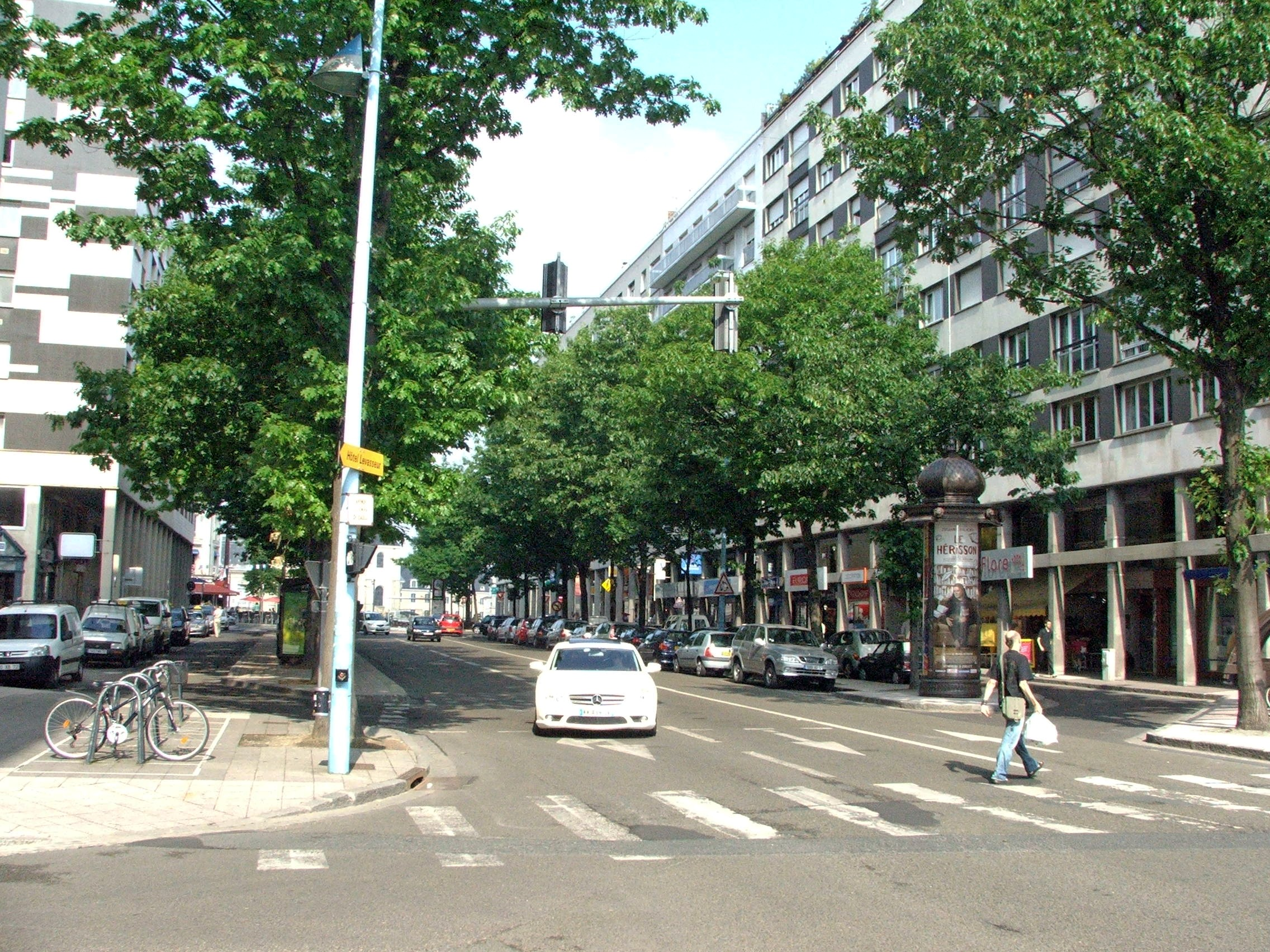
L'avenue du général De Gaulle

En 1945, juste après la guerre, l'architecte Lebreton propose une voie de contournement du centre passant par cinq portes et permettant de contourner les quartiers le centre tout en restant intra-muros par rapport au Vieux-Mans. Puis le développement anarchique se poursuit autour du centre-ville. Avec le SDAU de 1972 on prévoit un nouveau passage de la rocade ouest au centre-ville. Il s'agit d'abord de développer un axe nord-sud permettant de faire se rejoindre Coulaines et Allonnes. Ce tracé passe par les quais de la rive gauche de la Sarthe, juste devant la cité plantagenêt, au nord de cette dernière. La restructuration du centre-ville doit elle, passer par la construction d'une rocade intérieure de distribution. Celle-ci bifurquerait de l'axe nord-sud au niveau de la rue d'Eichthal pour contourner le centre-ville, passer par la place Aristide Briand et rejoindre les Jacobins. Un grand axe a ainsi été réalisé dans ce sens quoique englobant de manière plus lointaine que prévu le secteur centre. D'autres voies permettent une circulation plus proche du centre-ville. Le carrefour majeur du centre-ville : la percée centrale, vieux projet proposé pour la première fois en 1854, est réalisée entre 1967 et 1977. Cette opération permet d'ouvrir un centre-ville fonctionnel avec un grand croisement entre les avenues De Gaulle, Mitterrand et Mendès France, en marge de la place des comtes du Maine. Ce simple carrefour permet de relier la place de la république à l'avenue Bollée et la place des jacobins à la gare nord via l'avenue du Général Leclerc.

### La rocade intérieure de distribution

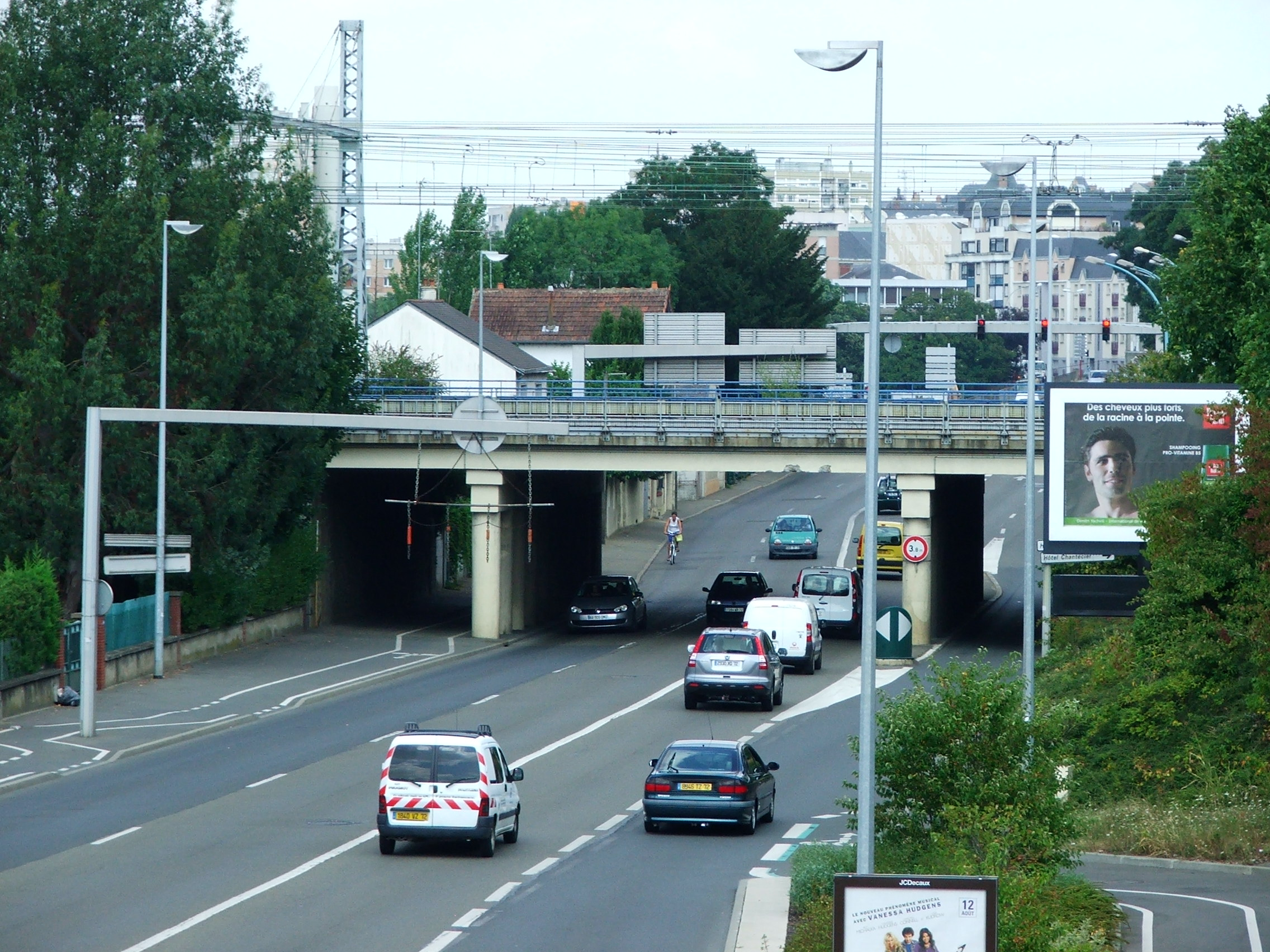
Le Boulevard Demorieux

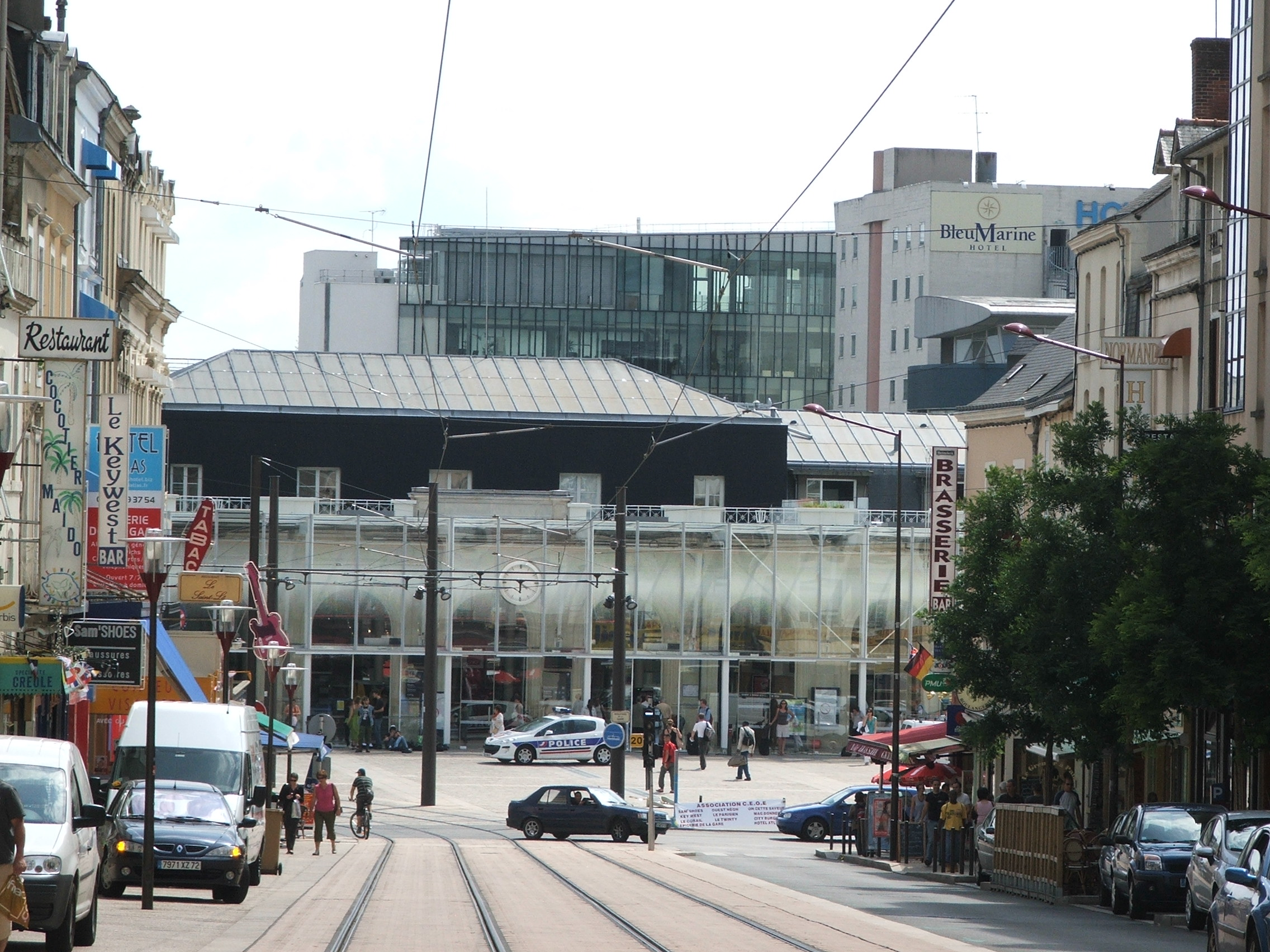
Vue sur la Gare et le Boulevard Robert-Jarry

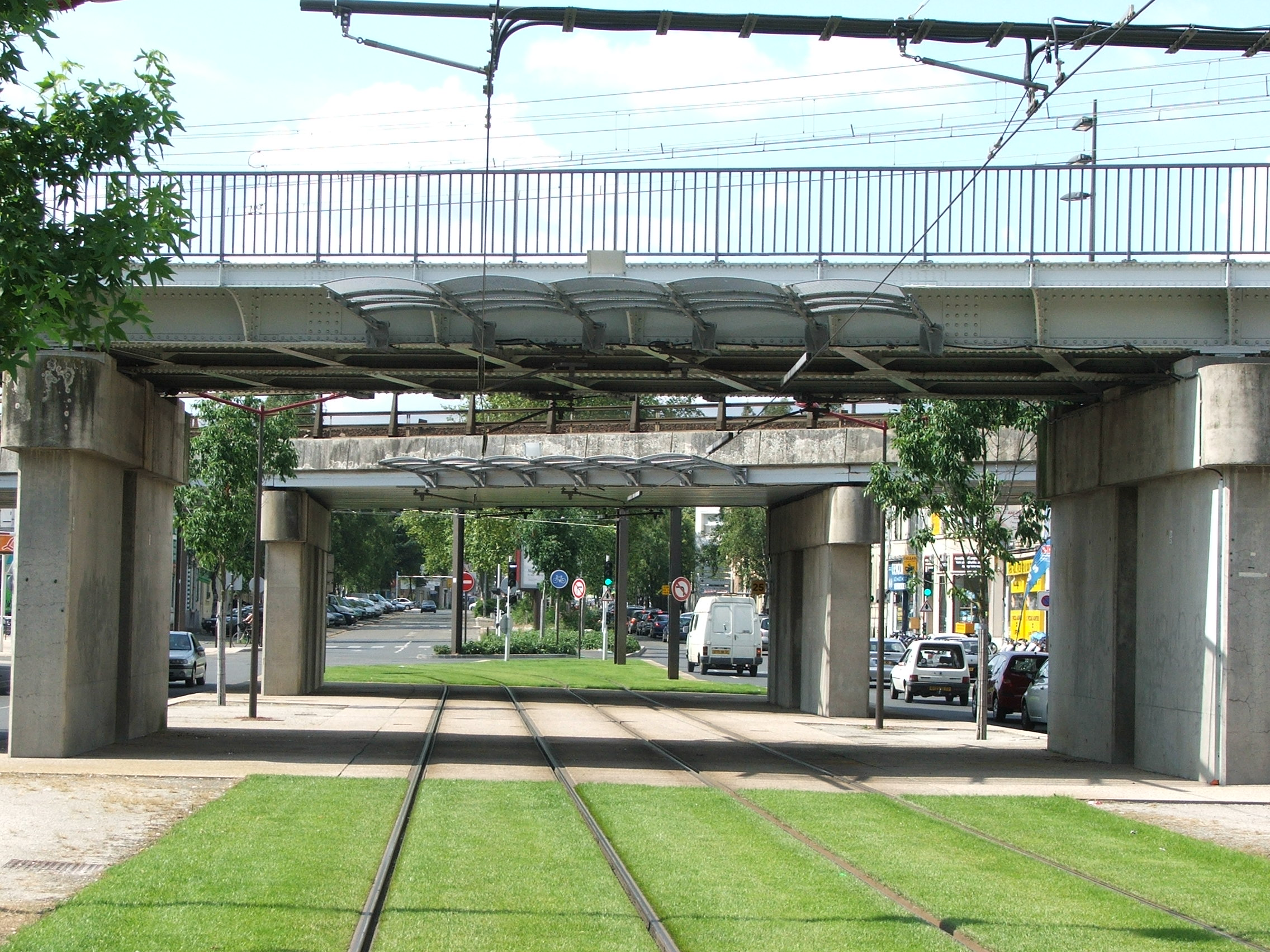
Les viaducs de l'avenue Jean-Jaurès

La rocade intérieure permet de contourner le centre-ville du sud au nord par l'est, en parallèle de l'axe nord-sud dessiné par les quais de la rive gauche de la Sarthe. Ceux-là relient deux points des boulevards extérieurs: l'échangeur d'Allonnes de la rocade Ouest et celui de Coulaines sur la rocade est. La ville étant plus étendue du nord au sud que d'ouest en est, il a été aisé de faire une liaison comme celle-là passant en contrebas du secteur centre. La sortie de la rocade se fait par le boulevard Demorieux qui s'enfonce vers le centre-ville et permet de joindre la rocade intérieure. Bien qu'une solution intermédiaire fut envisagée à la rocade intérieure, la ville ne put faire autrement que de se doter d'un grand tracé éloigné. ce tracé est sensiblement plus large que celui dessiné en 1972 dans le SDAU de restructuration du centre-ville.
- - Le tracé éloigné enserre le centre-ville de la manière suivante. Le boulevard Demorieux ou axe nord-sud permet au sud du centre-ville d'accéder soit au boulevard de la gare, soit au boulevard Alexandre Oyon. En remontant le boulevard de la gare, arrive le boulevard Emile Zola. Puis, sur l'avenue Jean Jaurès, il n'y a plus qu'à remonter vers le nord. La rue nationale étant à sens unique descendante, il faut utiliser la rue Chanzy pour remonter le contour Est du centre. A l'intersection avec l'avenue Bollée, on entre dans le quartier des Jacobins, il s'agit alors de remonter les rues Gougeard et du 33e mobile, puis on arrive alors place des Jacobins.

- Boulevard Demorieux (D147):   Les Halles
- Boulevard de la Gare (ou Boulevard Alexandre Oyon) : Gare du Mans ou Gare Sud/ Hôpital Etoc-Demazy
- Pont du Bourg Belé : Gare Nord
- Boulevard Emile Zola
- Avenue Jean-Jaurès : Quartier Jean Jaurès, Lycée Washington, Lycée Touchard, Ancienne école de Gendarmerie du Mans, place de la Mission
- Rue Chanzy : Inspection académique et Rectorat de la Sarthe, Hôtel Singher-Ancien consulat de Belgique, France 3 Maine
- Rue Gougeard; Hôtel Mauboussin-Banque de France
- Rue du 33e mobile
- Place des Jacobins :  Cathédrale Saint-Julien du Mans, Cité Plantagenêt, Quinconces des Jacobins

- Avenue-Rostov-sur-le-Don: Musée d'archéologie et d'histoire du Maine, Thermes de Vindunum, Ecole des Beaux-Arts
- Place de l'Eperon: Le Maine libre, Quartier Saint-Nicolas
- Rue Barbier: Médiathèque Louis-Aragon, PCC
- Boulevard Demorieux (boucle)

### L'îlot des Halles

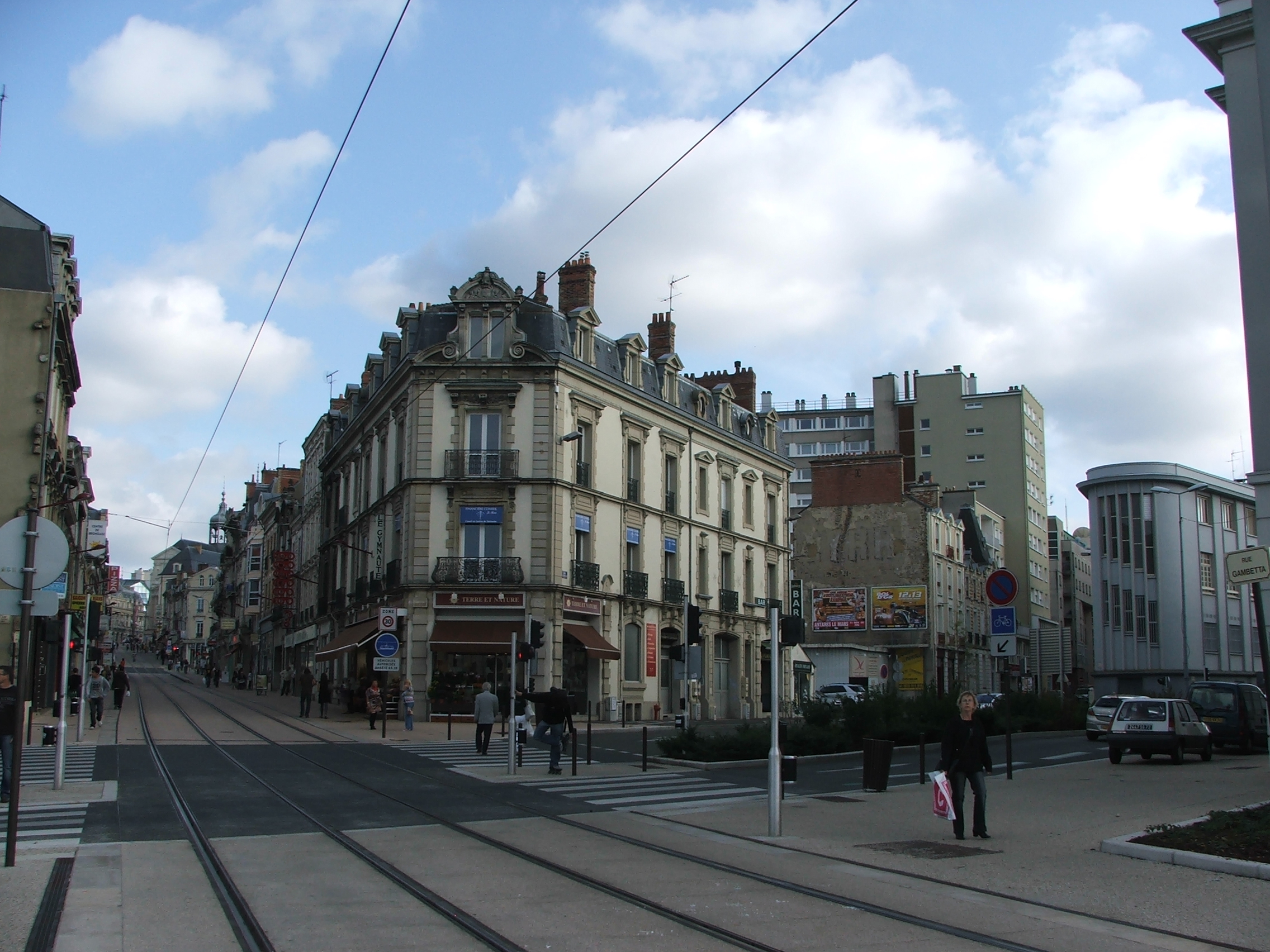
L'îlot des Halles

L'îlot des halles est situé au cœur du quartier du même nom et proche de la rive gauche de la Sarthe. On y accède au sud par les boulevards Demorieux et Anatole France, au nord via le Quai Louis Blanc, la rue Gambetta et le pont Perrin. L'ilôt est constitué de 3 rues dont la rue Paul-Couboulay. C'est une partie structurante de l'axe nord-sud permettant d'éviter les boulevards extérieurs. C'est la seule partie de l'axe entre le Boulevard Demorieux et les quais à être enserré des deux côtés par des habitations. Il n'est pas un quai ouvert sur la Sarthe. La rue était originellement bordée par la gare des anciens tramways du Mans, l'ancien marché couvert et l'ancienne école pratique. Le quartier fut premièrement aménagé au début des années 1950 avec notamment l'immeuble Le Couteur, datant de 1954. Les derniers aménagements sociaux datent du tout début des années 1990. Au nord-est, en face de la cité Plantagenêt et de l'église Saint-Benoît, la rue de la galère rejoint la rue Rostov-sur-le-don à l'endroit de la place de l'Eperon. La boucle de l'ilôt est complétée par la rue Barbier qui rejoint la rue Paul Courboulay, ainsi que le Boulevard Lamartine.

### Les axes majeurs

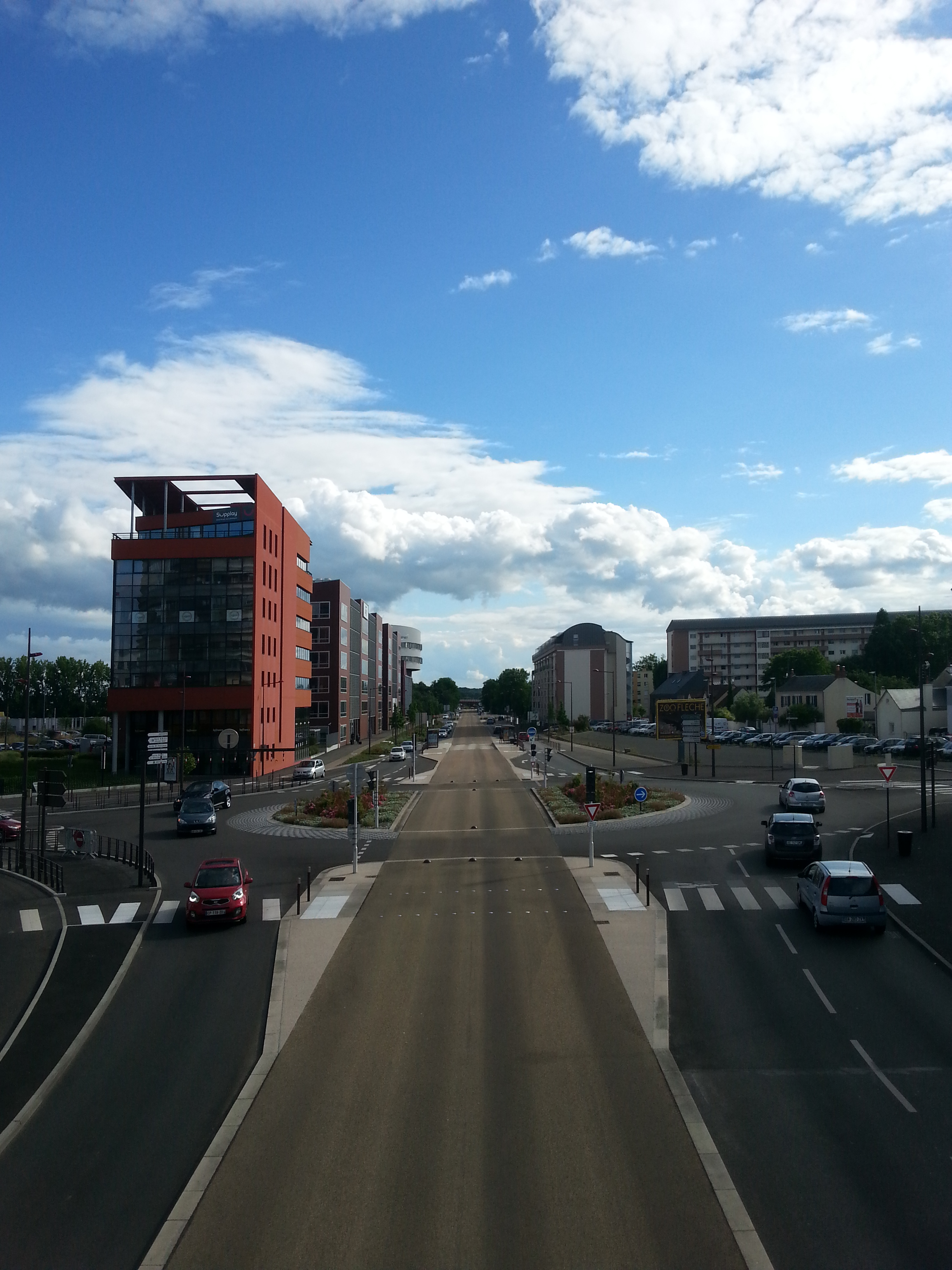
Le Boulevard Demorieux rénové en 2016

- Le boulevard Demorieux est un des quais de la Sarthe, situé sur la rive gauche, ayant été aménagé en voirie au XIXe siècle. Il est refait et aménagé en 1888 à l'occasion de l'installation de la gare centrale des tramways à vapeur. Il est situé sur la partie inférieure de la promenade du Greffier. En 2014, des voies en site propre sont construites sur ce boulevard pour faire passer le Tempo.

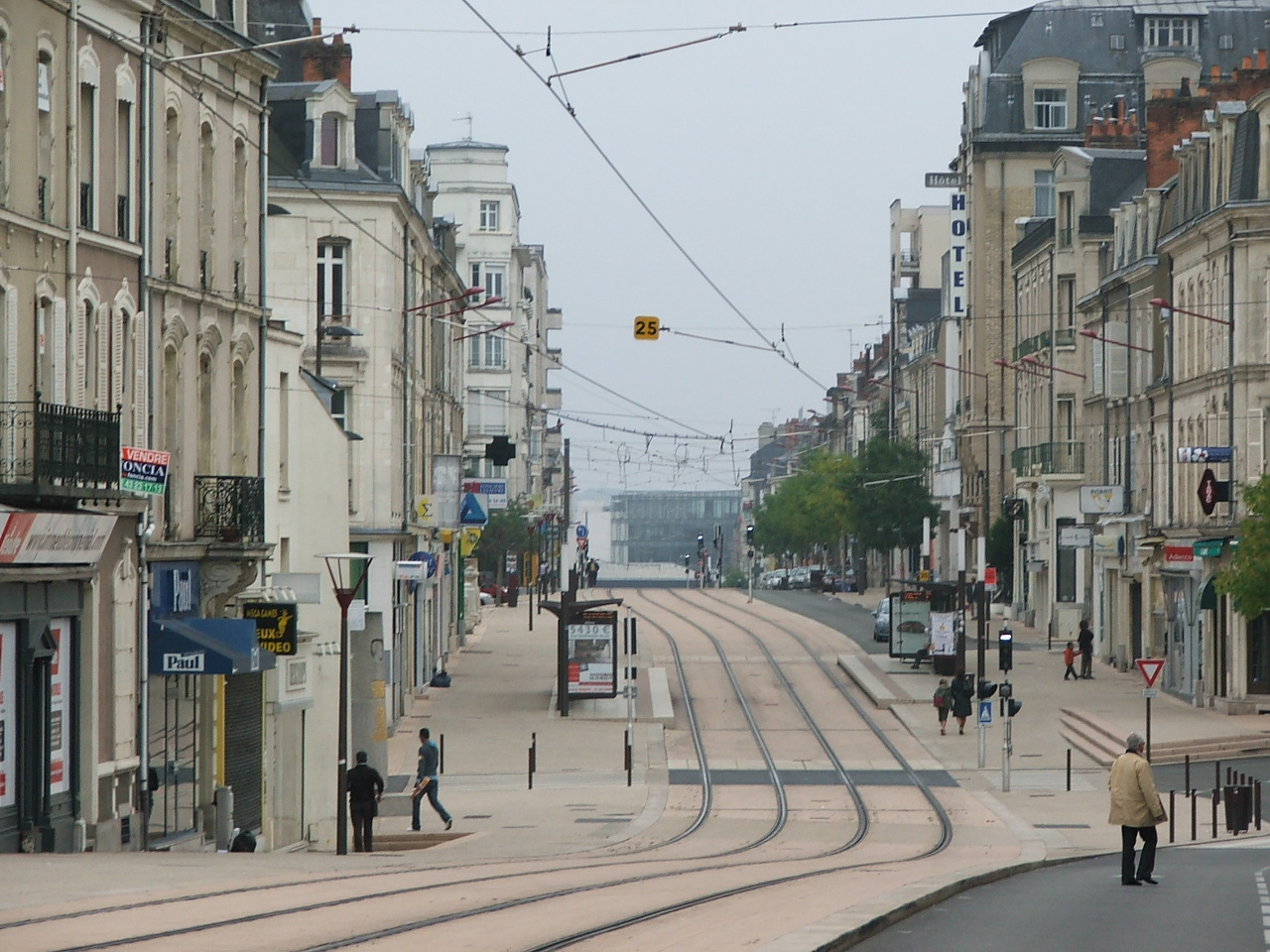
Boulevard Leclerc

- Le boulevard Lamartine débouche du boulevard de la gare en direction du nord et traverse le Quartier des Halles afin de rejoindre la rue Barbier et la D147. Il s'agit de l'allée supérieure de la butte du Greffier, ce boulevard n'est aménagé qu'en 1890.

- L'avenue du Général Leclerc est percée en 1874. Elle permet de joindre la gare nord à la préfecture. Elle est bâtie sur un axe Sud-ouest/Nord-est. Elle sera progressivement bâtie de maisons et d'immeubles bourgeois.  On perçoit par exemple dans le haut de l'avenue des organisations d'origine d'immeubles à trois travées. Le tramway fait son apparition sur l'avenue en 2007, la faisant devenir à sens unique, dans le sens de la montée vers la république.

- Le boulevard René Levasseur est un projet entamé dès 1885. Il est traduit comme une "percée centrale" du pauvre. Le boulevard fait 20 mètres de large et il permet de relier la place Aristide Briand à la place de la République. L'alignement n'est pas celui de l'église de la couture, ce qui au départ est vivement critiqué par certains membres du conseil municipal. Le boulevard est ouvert en 1888 dans l'alignement des écuries de la Préfecture. Il sera rapidement bordé d'immeubles classiques de la fin du XIXe siècle. Les magasins des dames de France s'y installent en 1925 au croisement de la rue Saint-Charles. Cette dernière permet d'accéder à la rue des Minimes, bâtie presque en parallèle du boulevard en partant de la place de la rep' .

## Secteur Nord-Est
- L' avenue Bollée anciennement nommée chemin d'Yvré, devient l'avenue de Paris en 1830. C'est alors qu'on aménage de larges trottoirs. On dit alors qu'elle devient la plus belle avenue du Mans et qu'elle est la plus plébiscité de la part des manceaux[8]. C'est à partir de cette époque que s'installeront nombre d'hôtels particuliers. En 1987, l'avenue Bollée accueille pour la première fois des logements sociaux. Elle présente un tracé sinueux partant de l'est du secteur centre et commençant avec une orientation nord-ouest/sud-est, avant de devenir presque complètement est-ouest aux intersections des rues Fouquet et de la Mariette. Elle devient alors D 314 à l'intersection du Boulevard Nicolas Cugnot et est censée compléter une rocade jamais achevée. Elle devient donc la route de Paris et permet de rejoindre soit la rocade est ou D 313, soit le périphérique sud ou D 20 et D 323.

## Secteur Sud-Ouest

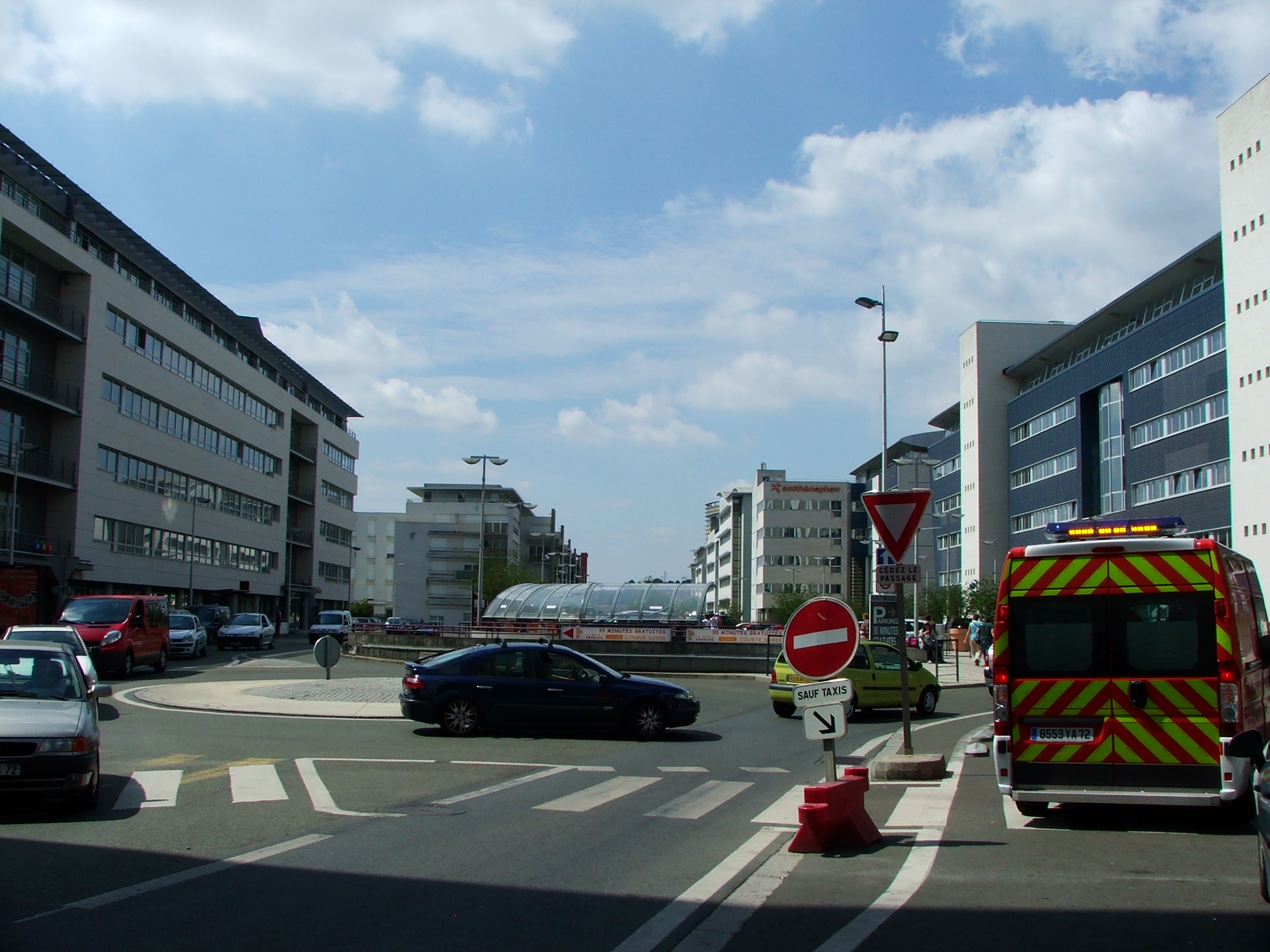
Boulevard Alexandre Oyon, gare sud

- Le boulevard Alexandre Oyon est inauguré en 1889, il permet de contourner la gare sud et le technopole Novaxis. Il permet également de rejoindre plus facilement l'hôpital Etoc-Demazy. Il est situé sur un axe est-ouest et permet de faire se joindre la rive gauche de la Sarthe et l'avenue Lefeuvre, le boulevard de la petite vitesse et le pont du Bourg-Belé, permettant de revenir sur le boulevard Emile Zola, afin de desservir l'axe nord-sud de l'avenue Jean-Jaurès.

- L'avenue de la Libération s'appelle d'abord avenue Saint-Gilles, puis elle devient avenue de la République. L'avenue s'arrête alors au niveau de la rue des Puits-de-la-Chaîne, soit au niveau du quai de l'amiral Lalande sur la rive droite. Le reste de l'avenue est aménagé à partir de 1910, et se poursuit jusqu'à la rue Gambetta. après, s'ouvrira dans sa continuation la rue Montoise. On trouve des habitats simples composés de petites ou grandes maisons mancelles, ainsi que des immeubles chandelles. La partie inférieure, proche du centre-ville profite de cette proximité par une architecture de qualité. Cette partie a également profité de l'installation de la bourgeoisie ou encore de l'aménagement du square Lafayette, ce qui a fait de l'avenue un lieu de passage encore plus fréquenté. Cette voie est la continuation de l'avenue Olivier Heuzé, soit la D 309 ou route de Sablé. Son orientation est la même: une transversale sud-ouest/nord-est.

- Le boulevard Anatole France permet de joindre la rive gauche de la Sarthe en partant du Boulevard Curie ou de l'Avenue de la Libération. Il passe par le pont de fer pour rejoindre soit le Boulevard Demorieux soit la rue Paul-Courboulay. Le boulevard permet de relier le quartier Saint-Georges aux quartiers Gare Nord et Gare Sud.